# Степан Разин (фильм)
«Степа́н Ра́зин» — советский чёрно-белый полнометражный художественный фильм 1939 года. Экранизация романа Алексея Чапыгина.

## Описание
Фильм рассказывает о крестьянской войне под предводительством казачьего атамана Степана Разина. Возглавив сначала грабительский поход непокорных казаков в Персию, он поднимает затем народное восстание, пытаясь силой оружия найти «правду народную». Со всей земли русской стекаются к нему бежавшие от тяжкой доли крестьяне. Разин берёт один город за другим и идёт на Москву. Однако регулярным царским войскам удаётся остановить отряды повстанцев у стен Симбирска. Войско Разина разгромлено, а сам он схвачен. Атаман мужественно выносит тяжкие пытки. Его казнят при большом стечении народа в Москве.

## В ролях
| Актёр               | Роль                             |
| ------------------- | -------------------------------- |
| Андрей Абрикосов    | Степан Разин                     |
| Владимир Гардин     | боярин разбойного приказа Киврин |
| Михаил Жаров        | боярский сын Лазунка             |
| Сергей Мартинсон    | Фёдор Шпынь                      |
| Иван Пельтцер       | дед Тарас                        |
| Освальд Глазунов    | атаман Корней Яковлев            |
| Нина Зорская        | персидская княжна                |
| Пётр Леонтьев       | царь Алексей Михайлович          |
| Александр Чистяков  | князь Барятинский                |
| Иван Бобров         | есаул Разина                     |
| З. Баязедский       | есаул Разина                     |
| А. Дулетов          | есаул Разина                     |
| Николай Макаренко   | есаул Разина                     |
| Сергей Антимонов    | Астраханский воевода             |
| Александра Данилова | Фима                             |
| Иван Клюквин        | Иван Разин / крестьянин          |
| Сергей Петров       | дьяк Ефим                        |
| Инна Фёдорова       | Дарья                            |
| Елена Кондратьева   | жена Разина Алёна                |
| Степан Муратов      | Ивашко Черноярец                 |
| П. Цимахович        | Петро                            |
| Елена Максимова     | женщина в толпе                  |
| Николай Хрящиков    | эпизод                           |
| Анатолий Папанов    | эпизод                           |

## Съёмочная группа
- Авторы сценария: Алексей Чапыгин, Иван Правов, Ольга Преображенская
- Режиссёры: Иван Правов, Ольга Преображенская
- Оператор: Валентин Павлов
- Художник: Владимир Егоров
- Композитор: Александр Варламов